# Антарес
Антарес (α Scorpii, Алфа от Скорпион) е червен свръхгигант и най-ярката звезда в съзвездието Скорпион и петнадесетата най-ярка звезда на нощното небе (понякога се посочва като петнадесета, ако двете най-ярки компоненти на четворната звезда Капела се броят за една звезда). Наред с Алдебаран, Спика и Регул е една от четирите най-ярки звезди в близост до еклиптиката. Алдебаран, който има почти същия цвят, лежи точно в противоположната страна на Антарес в зодиака.
Макар да изглежда като една звезда, когато се наблюдава с невъоръжено око, това всъщност е двойна звезда. По-ярката от двете е червеният свръхгигант с видима величина от +0,6 до +1,6, докато по-бледата е гореща звезда от главна последователност с видима величина 5,5.

## Етимология
Звездата е назована Антарес поради червения си цвят, твърде сходен с цвета на планетата Марс. Гръцката дума Ἀντάρης („анти Арес“) означава „съперник на Марс“.

## Наблюдение
Антарес е видима през цялата нощ около 31 май всяка година, когато се намира в опозиция спрямо Слънцето. След това Антарес изгрява привечер и залязва при изгрев (на екватора). В продължение на две до три седмици около 30 ноември Антарес не е видима в нощното небе, тъй като се намира близо до съединение със Слънцето. При по-големите северни географски ширини, Антарес се вижда само ниско над южния хоризонт през лятото. Отвъд 64º северна географска ширина звездата въобще не изгрява. От друга страна, на Антарктида звездата е незалязваща, тъй като целият континент е разположен южно от 64º южна географска ширина.
Колебания в радиалната скорост са наблюдавани в спектъра на Антарес в началото на 20 век и са правени опити да се изведат спектроскопични орбити. Става ясно, че малките колебания не могат да се дължат на орбитално движение, а всъщност се дължат на пулсации в звездната атмосфера.
Придружаващата звезда на Антарес е идентифицирана още на 13 април 1819 г. от австрийския астроном Йохан Тобиас Бюрг, макар по това време тази му теза да не получава широко одобрение.
През 1952 г. е докладвано, че яркостта на звездата се изменя, като фотографската величина варира от 3,00 до 3,16. Впоследствие звездата е класифицирана като LC нередовно променлива звезда, чиято видима величина бавно варира в граници между +0,6 и +1,6, като най-често се намира около +1,0. Не е изнамерена явна периодичност, но статистически анализи показват период от 1733 дни. Не са засечени вторични дълги периоди.
Антарес може да бъде закрита от Луната, а в редки случаи и от планети (например Венера). Последно Антарес е била закрита от Луната на 31 юли 2009 г., докато Венера за последно е закрила звездата на 17 септември 525 г. пр.н.е., а ще я закрит отново на 17 ноември 2400 г.

## Физически характеристики
Антарес е звезда свъхгигант от клас М, с диаметър приблизително 700 пъти слънчевия диаметър. Ако Антарес се постави на мястото на Слънцето, неговата повърхност ще достигне до мястото между орбитите на Марс и Юпитер. Антарес се намира приблизително на 600 светлинни години от Слънчевата система. Видимата му яркост е около 10 000 пъти по-висока от тази на Слънцето. Масата на звездата е изчислена на 15 до 18 слънчеви маси. Големият размер и относително малката маса придават на Антарес много ниска средна плътност.
Най-добрият момент за наблюдение на Антарес е около 31 май всяка година, когато звездата е в противостоене на Слънцето. По това време Антарес изгрява привечер и залязва рано сутрин и така е видим цяла нощ (това разбира се зависи от позицията на наблюдателя върху земното кълбо). За около 2 – 3 седмици преди и след 30 ноември, Антарес не е видим изобщо, тъй като се изгубва в блясъка на слънцето. Този период на невидимост е по-продължителен в Северното полукълбо, отколкото в Южното полукълбо, тъй като деклинацията на звездата е значително насочена на юг спрямо небесния екватор.

## Близнак
Антарес има гореща синя звезда-близнак, Антарес B, от спектрален клас B2.5 и отстояние около 2,9 арксекунди или 550 астрономически единици. С яркост от 5.5 степен, тя е 370 пъти видимо по-бледа от Антарес A, въпреки че на практика е 170 пъти по-ярка от Слънцето. Тя трудно се забелязва с малък телескоп, поради блясъка на Антарес, но при бленда над 150 мм се наблюдава лесно. Близнакът често се определя като зелен на цвят, но това вероятно е ефект от използваните филтри за повишаване на контраста. Антарес B може да се наблюдава с малък телескоп за няколко секунди по време на закриване на Антарес A от лунния диск. Самият Антарес B е открит именно по време на подобно събитие на 13 април 1819 г.
Орбитата е слабо изучена, периодичността е 878 години.

## Позиция спрямо еклиптиката
Антарес е сред четирите най-ярки звезди, които лежат на разстояние по-малко от 5° от еклиптиката и затова може да бъде закриван от Луната и по-рядко от планетите от Слънчевата система. На 17 ноември 2400 г. Антарес ще бъде закрит от Венера.
От всичките 21 звезди от първа величина, Антарес сега отстои на най-голямо разстояние от всички останали звезди от същата величина. Това означава, че около Антарес може да се очертае най-голяма окръжност, която да не включва други звезди от първа величина. Най-близката до Антарес звезда от първа величина е Алфа Центавър, лежаща на разстояние приблизително 39° 6,75′. Нормалното движение на Алфа Центавър постепенно увеличава този ъгъл.